# オニクワガタ属
オニクワガタ属（オニクワガタぞく Prismognathus）は、昆虫綱甲虫目クワガタムシ科に属する分類群。比較的大型の種も含むが、雌雄二形はあまり著しくなく、雄のあまり発達しない大アゴは、直線的に反りあがる。分子系統解析ではミヤマクワガタ属と近縁であることが示唆されている。

## 種類
東アジアから東南アジアに生息するが、もともと目立たない種類であるため、日本のもの以外はほとんど知られていない。
オニクワガタ Prismognathus angularis
おもに標高800-2000m付近の ブナ帯に生息するが、北海道では平地でもみられる。大型の雄でも25mm程度で、クワガタとしては小型の種。幼虫はブナ、ミズナラ、トチノキ、その他の広葉樹の湿気の多い柔らかい倒木を食べ、ほぼ1年かけて成長し、7月下旬頃蛹化、8-9月に羽化脱出して活動を開始する。活動を開始した成虫は殆ど何も後食せず、幼虫の食樹、産卵場所である倒木上を昼夜とわず歩き回り、交尾、産卵し、1-数週間で死亡する。灯火にもしばしば飛来する。他の多くのクワガタムシと異なり、羽化した成虫は全ての個体がそのシーズン中直ちに野外脱出、活動を行う。このため本種は、冬季に朽木で越冬する成虫が全く存在しない。
P. a. angularis Waterhouse, 1974
原名亜種。北海道・本州・佐渡島・四国・樺太に分布
キュウシュウオニクワガタ P. a. morimotoi Y. Kurosawa, 1975
南九州鹿児島県霧島山系・宮崎県鰐塚山・青井岳等に生息する。体が太くなるが、分ける程の差異でもないとする意見もある。
ヤクシマオニクワガタ Prismognathus tokui Y. Kurosawa, 1975
屋久島に生息する。大アゴには湾曲がある。オニクワガタの亜種に含める場合もある。
キンオニクワガタ Prismognathus dauricus (Motschulsky, 1860)
日本以外では東シベリア・中国東北地方・朝鮮半島・済州島に分布し、日本では対馬に生息する。オニクワガタよりも大きく30mm強にもなり、オニクワガタ属中最長。大アゴも直線的に、オニクワガタ属にしては比較的長く伸びる。名前に「キン」とあるが、艶があるため言われてみればそう見えなくもないものの、オウゴンオニクワガタ属のように金色というわけではない。寿命がとても短いとか、樹液には集まらないなどといわれているが、詳しい生態はわかっていない。生息地が対馬という離島に限定され、そのうえスギ、ヒノキの植林の進行により、食樹がすさまじい勢いで失われている。準絶滅危惧（NT）（環境省レッドリスト）に指定されている。